# Primera Enmienda a la Constitución de los Estados Unidos
La Primera Enmienda (Enmienda I) a la Constitución de los Estados Unidos prohíbe la creación de cualquier ley con respecto al establecimiento oficial de una religión, que impida su libre práctica, que reduzca la libertad de expresión, que vulnere la libertad de prensa, que interfiera con el derecho de reunión pacífica o que prohíba el solicitar una compensación por agravios gubernamentales. Fue adoptada el 15 de diciembre de 1791, como la primera de las diez enmiendas de la Carta de Derechos.
La Carta de Derechos fue propuesta originalmente como una medida para calmar a la oposición antifederalista para la ratificación de la Constitución. Inicialmente, la Primera Enmienda solo se aplicaba a las leyes federales promulgadas por el Congreso de los Estados Unidos, y muchas de sus disposiciones se interpretaban de manera mucho más restrictiva que hoy en día. A partir del caso Gitlow contra Nueva York en 1925, la Corte Suprema comenzó a aplicar la Primera Enmienda a las leyes estatales; un proceso conocido como incorporación; mediante la Decimocuarta Enmienda a la Constitución de los Estados Unidos.

## Texto de la enmienda

La Carta de Derechos en los Archivos Nacionales

Congress shall make no law respecting an establishment of religion, or prohibiting the free exercise thereof; or abridging the freedom of speech, or of the press; or the right of the people peaceably to assemble, and to petition the Government for a redress of grievances.
El Congreso no podrá hacer ninguna ley con respecto al establecimiento de la religión, ni prohibiendo la libre práctica de la misma; ni limitando la libertad de expresión, ni de prensa; ni el derecho a la asamblea pacífica de las personas, ni de solicitar al gobierno una compensación de agravios.

## Historia
En 1776, el segundo año de la Guerra de Independencia, la Asamblea General de Virginia, aprobó una declaración de derechos que incluida la frase: «La libertad de prensa es uno de los grandes baluartes de la libertad, y nunca puede ser restringido sino por gobiernos despóticos.» Ocho de los otros trece estados hicieron juramentos similares. Sin embargo, estas declaraciones eran generalmente consideradas  «meras amonestaciones a las legislaturas estatales», en lugar de disposiciones aplicables.

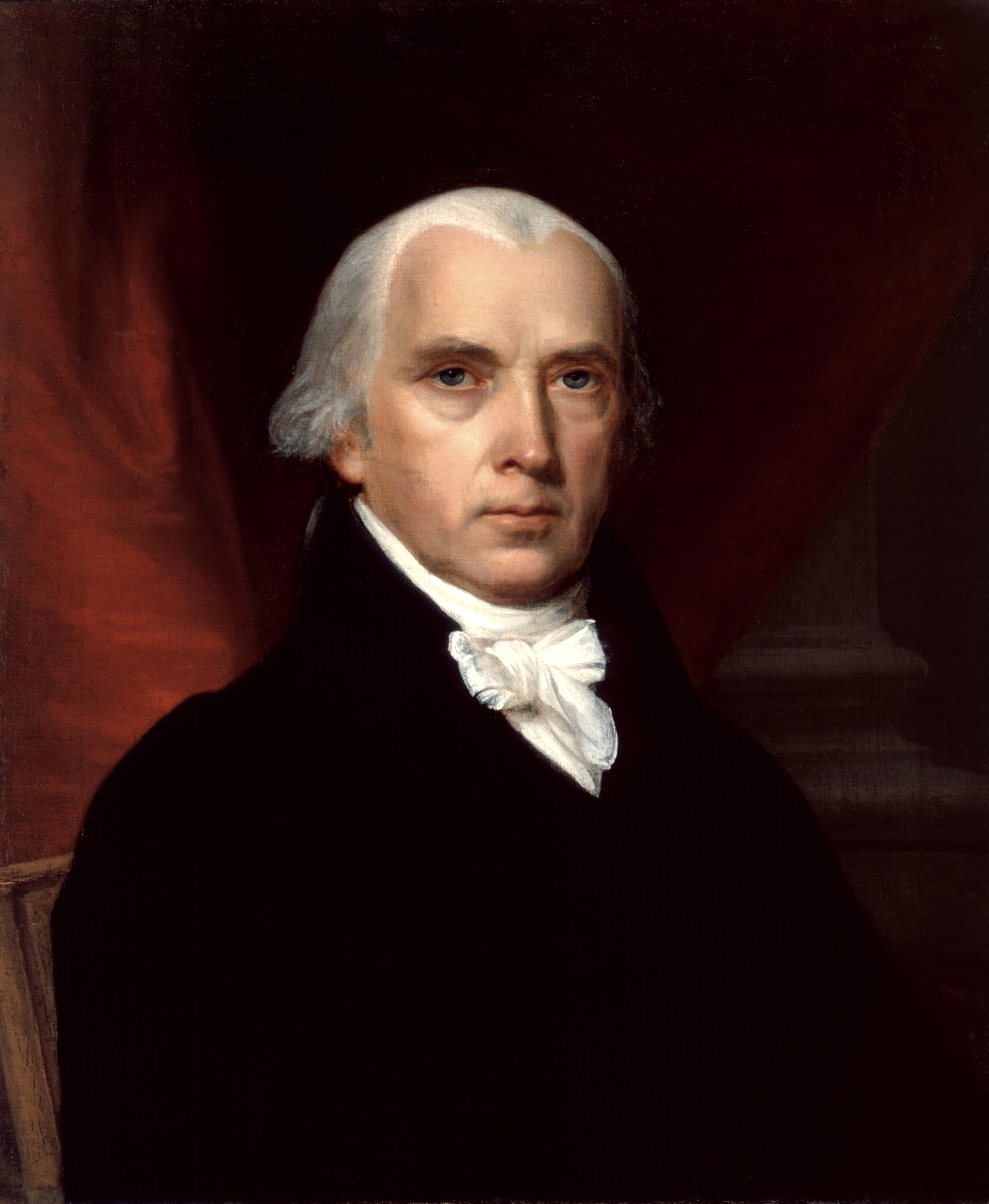
James Madison, redactor de la Carta de Derechos

Tras varios años de un gobierno relativamente débil bajo los Artículos de la Confederación, una convención constitucional en Filadelfia propuso una nueva constitución el 17 de septiembre de 1787, que ofrecía entre otros cambios una dirigencia más fuerte. George Mason, un delegado de la Convención Constitucional y el redactor de la Declaración de Derechos de Virginia, propuso que la Constitución incluyese una carta de derechos listando y garantizando libertades civiles. Otros delegados—incluyendo al futuro redactor de la Carta de Derechos James Madison—no estaba de acuerdo, argumentando que las libertades civiles de los estados eran suficientes y que cualquier intento de enumerar derechos individuales ponía en riesgo la implicación de que otros derechos no listados no estuvieran protegidos. Tras un breve debate, la propuesta de Mason fue derrotada por un voto unánime de las delegaciones estatales.
Para que la constitución se ratificase, sin embargo, nueve de los trece estados debían aprobarlo en convenciones estatales. La oposición a la ratificación (conocida como antifederalismo), se basaba parcialmente en la falta de garantías de libertades civiles adecuadas. Los partidarios de la Constitución en estados en los que el sentimiento popular estaba contra la ratificación (incluyendo Virginia, Massachusetts, y Nueva York) exitosamente propusieron que las convenciones estatales ratificaran la Constitución y pidieran la creación de una carta de derechos. La constitución estadounidense fue finalmente ratificada por los trece estados. En el 1.º Congreso de los Estados Unidos, cumpliendo la petición de las legislaturas estatales, James Madison propuso veinte enmiendas constitucionales, que más tarde fueron condensadas a doce y enviadas a los estados. Diez de ellas fueron ratificadas y se convirtieron en la Carta de Derechos. La primera enmienda fue aprobada por la Cámara y el Senado sin casi ningún debate registrado que alterara la intención de la Enmienda. La Primera Enmienda (junto con el resto de la Carta de Derechos) fue presentada a los estados para su ratificación el 25 de septiembre de 1789, y fue aprobada el 15 de diciembre de 1791.

## Adopción de una religión
La cláusula prohíbe la adopción de una religión nacional por el Congreso, la preferencia de una religión por encima de las demás religiones, o sin religión. Antes de la promulgación de la Decimocuarta Enmienda y 60 años a partir de entonces, los tribunales tenían la posición que las protecciones sustantivas no aplican a los gobiernos estatales. 
Posteriormente, bajo la "doctrina de incorporación", ciertas disposiciones se aplicaban a los estados. Sin embargo, a finales del siglo XX, la Corte Suprema comenzó a interpretar la cláusula contra la adopción de una religión y la cláusula de la libertad de culto de tal forma que la Corte comenzó a restringir la promoción de la religión por los gobiernos estatales. Por ejemplo, en Board of Education of Kiryas Joel Village School District v. Grumet, 512 U.S. 687 (1994), Juez David Souter, quien escribió por la mayoría, concluyó que "el gobierno no debe preferir una religión más que otra, o religión más que irreligión".

## Libertad de culto
La Corte de Warren falló que la cláusula de la libertad de culto significa que los gobiernos deben tener una razón convincente antes de que ellos puedan aprobar una ley que agobie excesivamente la práctica de la religión. Fallos posteriores se apartaron de este criterio, permitieron hechos gubernamentales que interfieren con religión siempre y cuando que sean neutrales. 
El Congreso trató de restaurar el criterio viejo por la aprobación del Decreto de la restauración de la libertad de culto, pero la Corte Suprema falló que esta ley es inaplicable a gobiernos estatales o locales, aunque es aplicable a los hechos federales City of Boerne v. Flores,521 U.S. 507 (1997)

## Libertad de expresión
En los Estados Unidos, si bien, prácticamente nada está prohibido en lo que se refiere a la libertad de expresión, algunas cuestiones tácticas han sido prohibidas, tal es el caso de protestar para desestabilizar a un gobierno o al país, libros con las memorias de reclusos o la llamada obscenidad. Otro caso ha sido el de la pornografía. La pornografía fuerte en los Estados Unidos a nivel nacional está penada por la ley desde tiempos remotos, durante la implementación de la llamada «moral victoriana» poco antes del siglo XX, y la legislación se ha mantenido sin cambios en lo absoluto desde entonces.

### Sedición
En La Corte Suprema no hubo un caso sobre la libertad de expresión hasta el siglo XX. Después de la Primera Guerra Mundial, había muchos casos ante el juzgado  sobre limitaciones de la libertad de expresión. La Espionage Act de 1917 castigaba a una persona que tratase de causar "insubordinación, deslealtad, o  se negara a la prestación del  servicio militar o fuerzas navales de los Estados Unidos." Sobre la base de esta Act comenzaron más de dos mil juicios.
La Corte Suprema fue reclamada para estudiar si había que derogar un ley que violaba la libertad de expresión en 1919 en el caso sobre un hombre, Charles Schenck, que había publicado folletos que desafiaban el sistema del servicio militar obligatorio. La Corte Suprema ratificó la condena de Schenck por la violación del Espionage Act en Schenck vs. Estados Unidos. El juez Oliver Wendell Holmes, escribiendo a la Corte, aconsejó que "la cuestión en todos los casos sea que si las palabras son de alguna índole que creen un peligro claro y presente que causare males objetivos y sustanciales que el Congreso tiene derecho a impedir".
Así, la Corte Suprema formó la Primera Enmienda de tal forma que permite una multitud de restricciones en la libertad de expresión. Más restricciones fueron aceptadas por la Corte Suprema cuando falló en Gitlow vs. Nueva York. En este caso, el Juez Edward Sandford aconsejó que los estados puedan castigar el uso de las palabras que "por su naturaleza, entrañan peligro a la paz pública y a la seguridad del estado"- Los Legisladores dejaron en libertad de decidir qué palabras son peligrosas. 
En el caso de Yates vs. Estados Unidos la Corte Suprema falló que el apoyo de doctrinas abstractas están amparadas por la Primera Enmienda.

### Protestas contra la guerra
La Corte Suprema bajo el Juez Presidente Earl Warren expandió las protecciones de la libertad de expresión durante los 1960s, aunque había excepciones. Sin embargo, en 1968, la Corte ratificó una ley que prohibió la mutilación de las cartas de quinta en  United States v. O'Brien 391 U.S. 367 (1968). La Corte falló que manifestantes no podían quemar las cartas de quinta porque la acción impide la "función fluida y eficiente" ALVdel sistema de quinta. Otra vez, en 1971, la Corte en el caso Cohen v. California falló que una persona no puede ser castigada por llevar, en los pasillos de los tribunales del condado de Los Ángeles, una chaqueta que dice "Fuck the Draft".403 U.S. 15 (1971)
En 1969, la Corte Suprema falló que la libertad de expresión extendió a los estudiantes a la escuela Tinker v. Des Moines Independent Community School District, 393 U.S. 503 (1969). El caso les concernió a muchos estudiantes que fueron castigados porque llevan brazaletes de tela negros para protestar por la Guerra de Vietnam. La Corte Suprema falló que la escuela no podía restringir la expresión simbólica que no causaba interrupciones excesivas de las actividades escolares. El juez Abe Fortas escribió, "la escuela no puede ser enclave de totalitarismo. Las autoridades escolares no tienen autoridad total sobre sus estudiantes. Estudiantes... tienen derechos fundamentales que el Estado tiene que respetar".

## Leer más
- Curtis, Michael Kent (2000). Free Speech, "The People’s Darling Privilege": Struggles for Freedom of Expression in American History (en inglés). Duke University Press. ISBN 0822325292.
- Daniel L. Dreisbach and Mark David Hall. The Sacred Rights of Conscience: Selected Readings on Religious Liberty and Church-State Relations in the American Founding. Indianapolis, IN: Liberty Fund Press, 2009.
- Daniel L. Dreisbach, Mark David Hall, and Jeffry Morrison. The Forgotten Founders on Religion and Public Life Notre Dame, IN: University of Notre Dame Press, 2009.
- Thomas I. Emerson, "Toward a General Theory of the First Amendment," Yale Law Journal, vol. 72, no. 5 (1963), pp. 877–956. In JSTOR.
- Godwin, Mike (2003). Cyber Rights: Defending Free Speech in the Digital Age (en inglés). MIT Press. ISBN 0262571684.
- P. Irons, A People's History of the Supreme Court New York: Penguin, 1999.
- McLeod, Kembrew; Lawrence Lessig (foreword) (2007). Freedom of Expression: Resistance and Repression in the Age of Intellectual Property (en inglés). University of Minnesota Press. ISBN 0816650314.
- Kabala, James S., Church-State Relations in the Early American Republic, 1787-1846. London: Pickering and Chatto, 2013.
- J. Kilman and G. Costello (eds.), The Constitution of the United States of America: Analysis and Interpretation. (2000).
- Lewis, Anthony (2007). Freedom for the Thought That We Hate: A Biography of the First Amendment (en inglés). Basic Books. pp. 173–176. ISBN 978-0-465-03917-3. OCLC 173659591.
- Nicholas P. Miller, The Religious Roots of the First Amendment: Dissenting Protestants and the Separation of Church and State. New York: Oxford University Press, 2012.
- Nelson, Samuel P. (2005). Beyond the First Amendment: The Politics of Free Speech and Pluralism (en inglés). The Johns Hopkins University Press. ISBN 0801881730.

- Datos: Q12616
- Multimedia: First Amendment to the United States Constitution / Q12616